# Megapsyrassa auricomis
Megapsyrassa auricomis är en skalbaggsart som först beskrevs av Chemsak och Linsley 1963.  Megapsyrassa auricomis ingår i släktet Megapsyrassa och familjen långhorningar. Inga underarter finns listade i Catalogue of Life.